# Crispatotrochus niinoi
Espèce
Statut CITES
Crispatotrochus niinoi est une espèce de coraux appartenant à la famille des Caryophylliidae.